# Weißdornblattkäfer

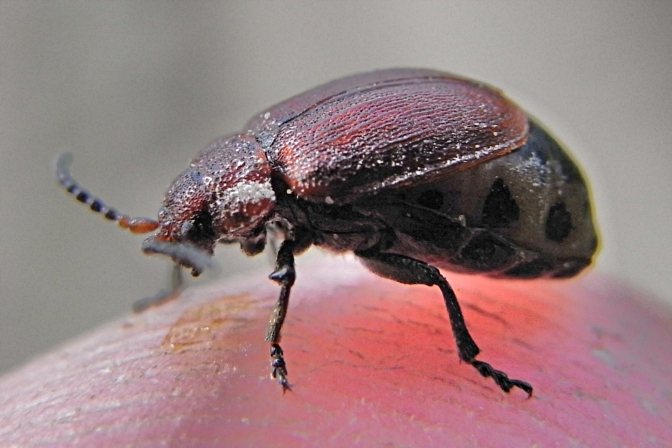
Abb. 1: Seitenansicht

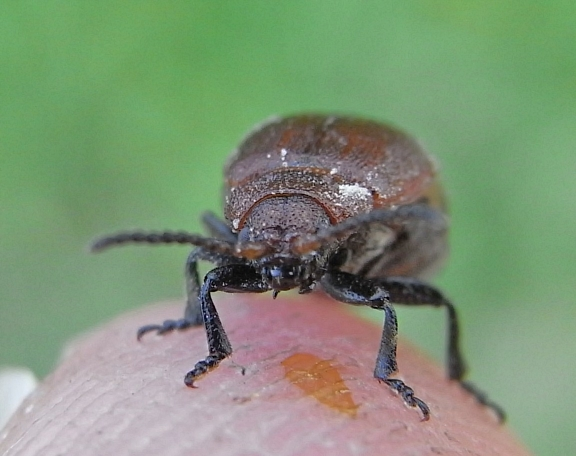
Abb. 2: Frontalansicht

Der Weißdornblattkäfer (Lochmaea crataegi) ist ein Käfer aus der Familie der Blattkäfer und der Unterfamilie Galerucinae. Der Gattungsname "Lochmaea"  (von altgr.: λοχμαίος, lochmāīos, „im Gebüsch versteckt“) zusammen mit dem Artnamen „crataegi“ (Crataegus ist Gattungsname für Weißdorn) drücken aus, dass sich der Käfer an Weißdornbüschen aufhält. Das Vorkommen des nicht seltenen Käfers ist jedoch nicht auf Weißdorn beschränkt.

## Merkmale des Käfers
Der Käfer wird nur vier bis fünf Millimeter lang. Er ist gewöhnlich rotbraun, kann aber auch dunkelrot sein oder Kopf und Halsschild sind schwärzlich angedunkelt. Kopf, Halsschild und Flügeldecken sind grob punktiert und unbehaart oder fast kahl.
Der Kopf ist breiter als lang, vorgestreckt und stark gerunzelt, zwischen Augen und Halsschild sind kurze Wangen ausgebildet. Die elfgliedrigen Fühler sind fadenförmig und überall etwa gleich dick. Sie sind schlank, aber dicker und kürzer als bei den zwei anderen mitteleuropäischen Arten. Das dritte Fühlerglied ist nur wenig länger als das vierte. Die Einlenkungsstellen der Fühler am Kopf sind einander genähert und liegen auf der Stirn auf schwach ausgebildeten Höckern, von oben gesehen vor den Augen.
Der Halsschild ist am Vorderrand ausgeschnitten, etwas breiter als der Kopf und viel schmäler als an der Basis. Die größte Breite hat er kurz vor der Basis.
Die Flügeldecken sind an der  Basis wenig breiter als der Halsschild. Sie können auch oben im vorderen Drittel zwei dunkle Streifen und auf der Seite einen längeren gleichfarbigen Streifen aufweisen. Rippen sind höchstens sehr schwach angedeutet. Die Epipleuren sind schwach behaart. Von oben sind die Seitenkanten der Flügel außer im Bereich der Schultern sichtbar. Die Flügeldecken sind flach und am Ende gemeinsam verrundet, allerdings sind Weibchen mit reifen Eiern durch den aufgeblähten Hinterleib stark gewölbt.
Alle Beine sind beim Weibchen rotbraun, beim Männchen schwarz mit rötlicher Basis der Schienen. Alle Tarsen sind viergliedrig. Das Klauenglied ist viel kürzer als die restlichen Tarsenglieder zusammen. Die Hinterschenkel sind außen fein und dicht punktiert und ebenso behaart, deswegen fast matt.
Die Vorderhüfthöhlen sind hinten offen.

## Biologie
In Mitteleuropa kann man das Tier von April bis August antreffen, vorzugsweise auf blühendem Weißdorn. Die Angaben ergeben kein einheitliches Bild. Die Larven entwickeln sich in den Blüten oder in den Früchten von Weißdorn, die Verpuppung findet im Boden statt.  An der Eberesche kann die Art auffällige Blattschäden verursachen. Die Larven befallen die sich entfaltenden Blätter, die Käfer schädigen ebenfalls durch Blattfraß.
Die Art ist manchmal auch an Apfel- und Birnbäumen zu finden.

## Verbreitung
Es handelt sich bei dem Käfer um eine sehr weit verbreitete Art. Sie kommt von Nordafrika bis nach Zentralasien und Sibirien vor, außerdem ist er aus  Mittelamerika gemeldet.
Innerhalb Europas ist der Käfer von Südeuropa bis zum südlichen Nordeuropa verbreitet.